# Klwów (village)
Pour les articles homonymes, voir Klwów.
Klwów (prononciation : [klvuf]) est un village polonais de la gmina de Klwów dans le powiat de Przysucha de la voïvodie de Mazovie dans le centre-est de la Pologne.
Le village est le siège administratif (chef-lieu) de la gmina appelée gmina de Klwów.
Il se situe à environ 19 kilomètres au nord de Przysucha (siège du powiat) et à 80 kilomètres au sud de Varsovie (capitale de la Pologne).

## Histoire
De 1975 à 1998, le village appartenait administrativement à la voïvodie de Radom.